# Dom Najświętszej Marii Panny

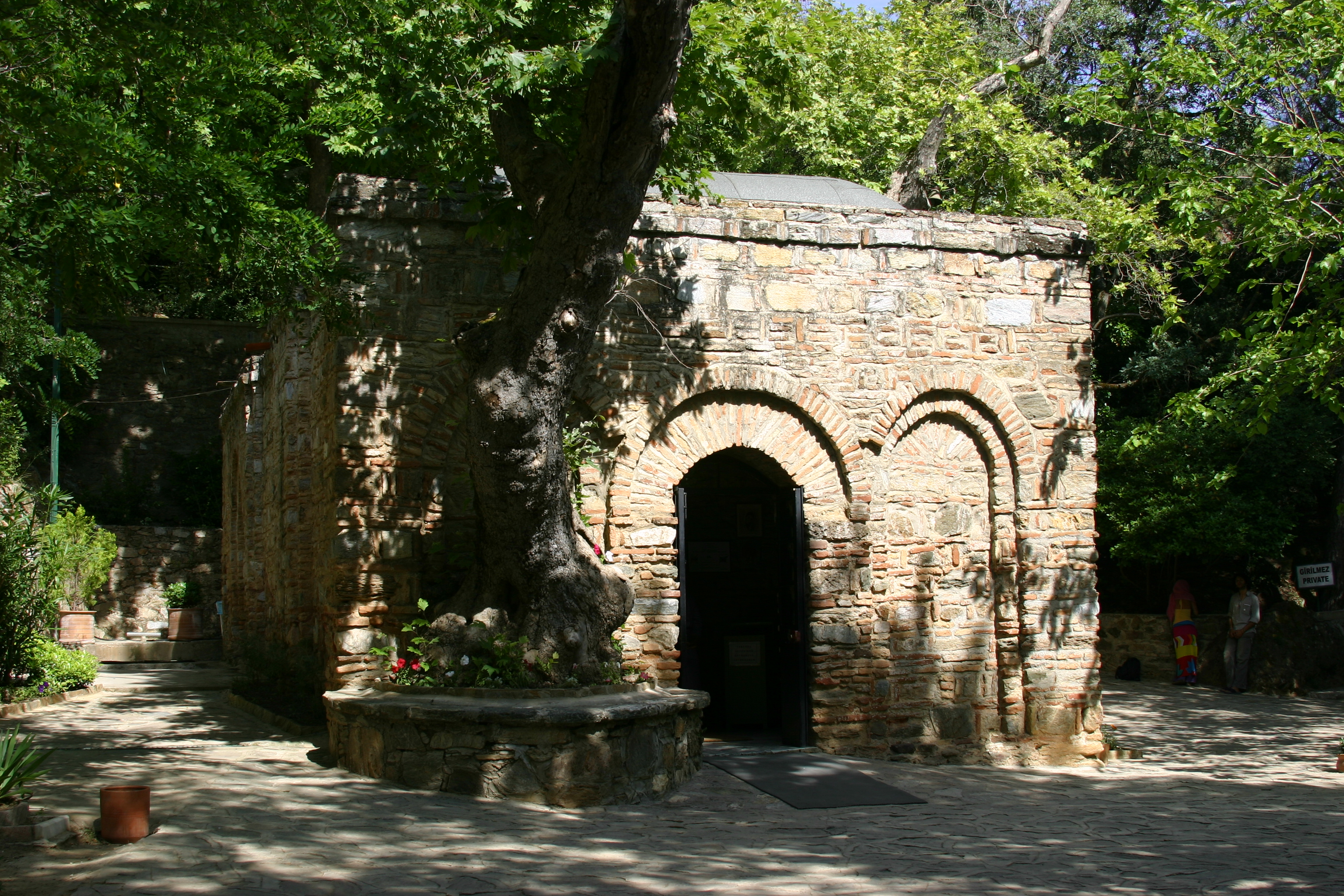
Dom Marii Dziewicy

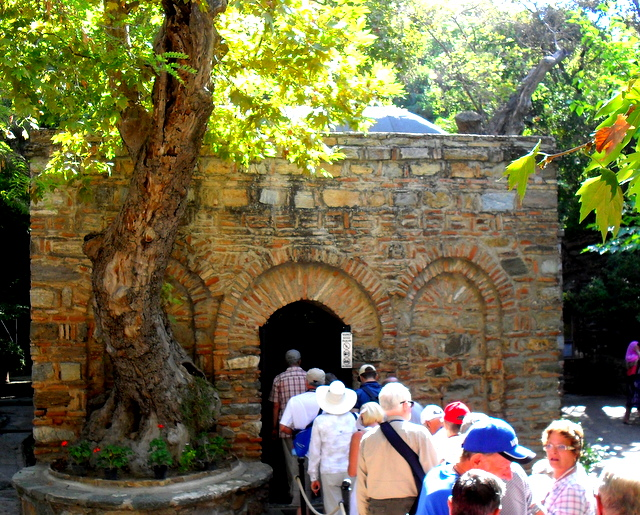
Dom Marii Dziewicy

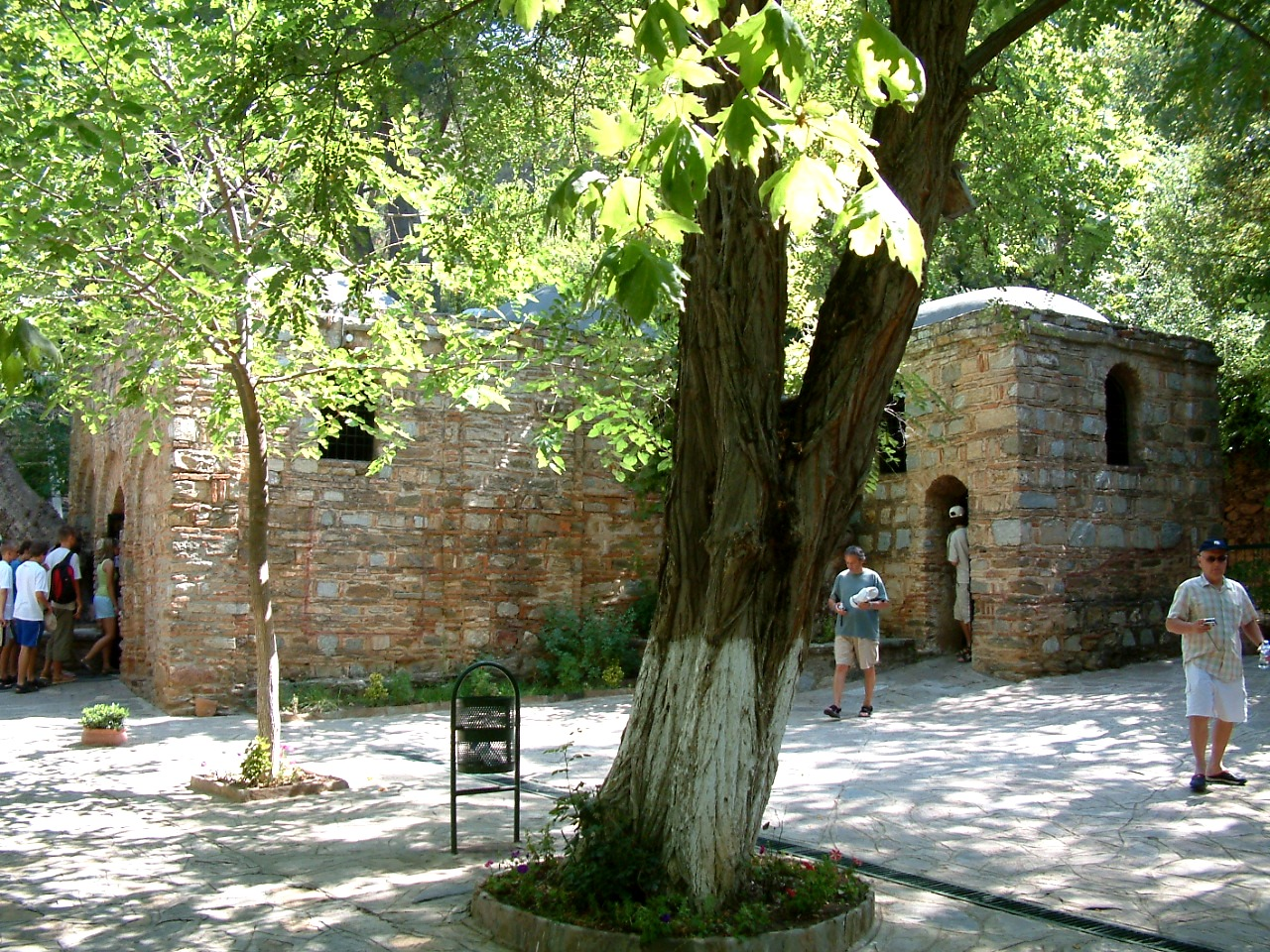
Dom Marii Dziewicy

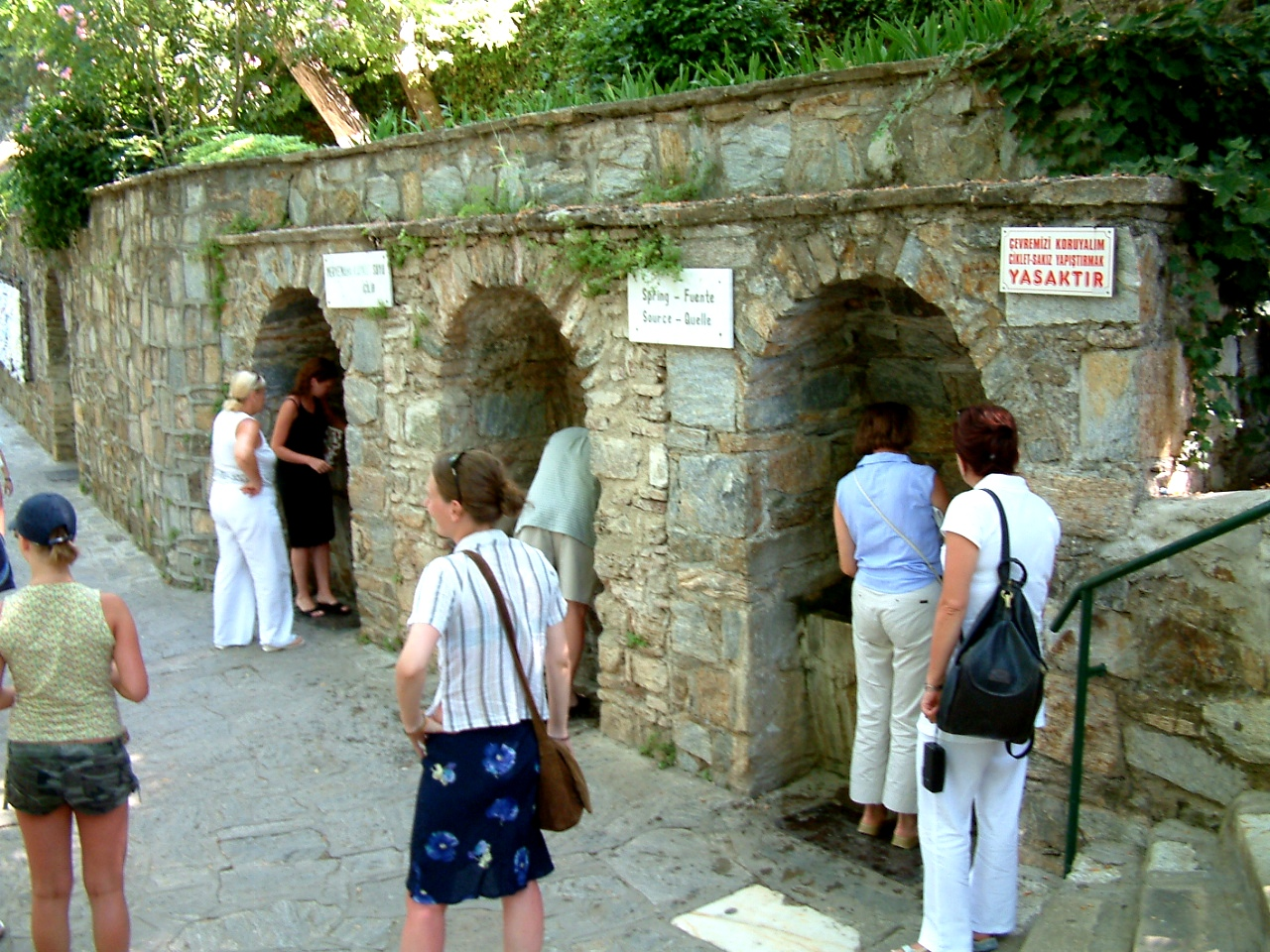
Trzy źródełka wody

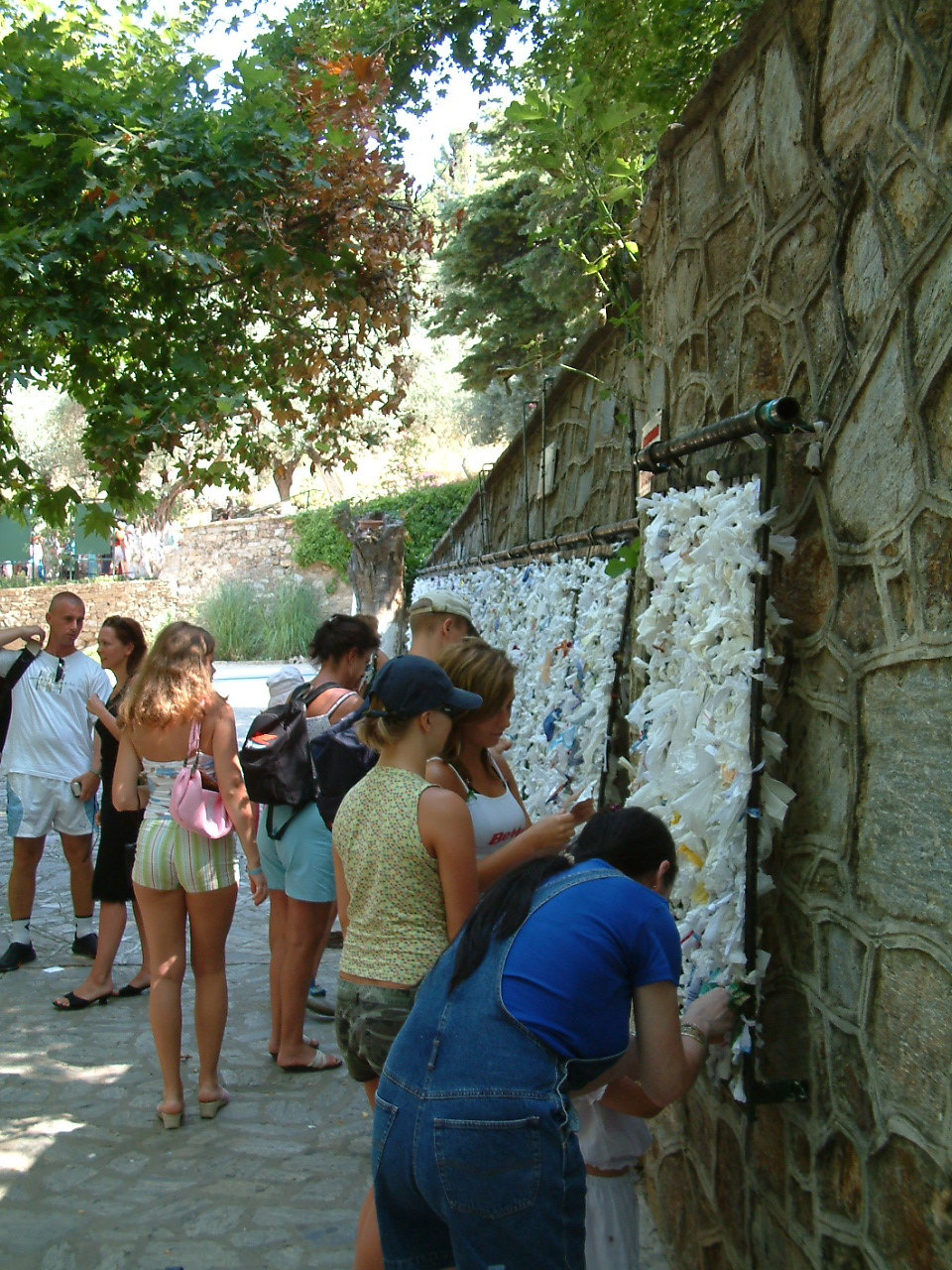
Tablice z prośbami do Matki Bożej, tzw. Ściana Życzeń

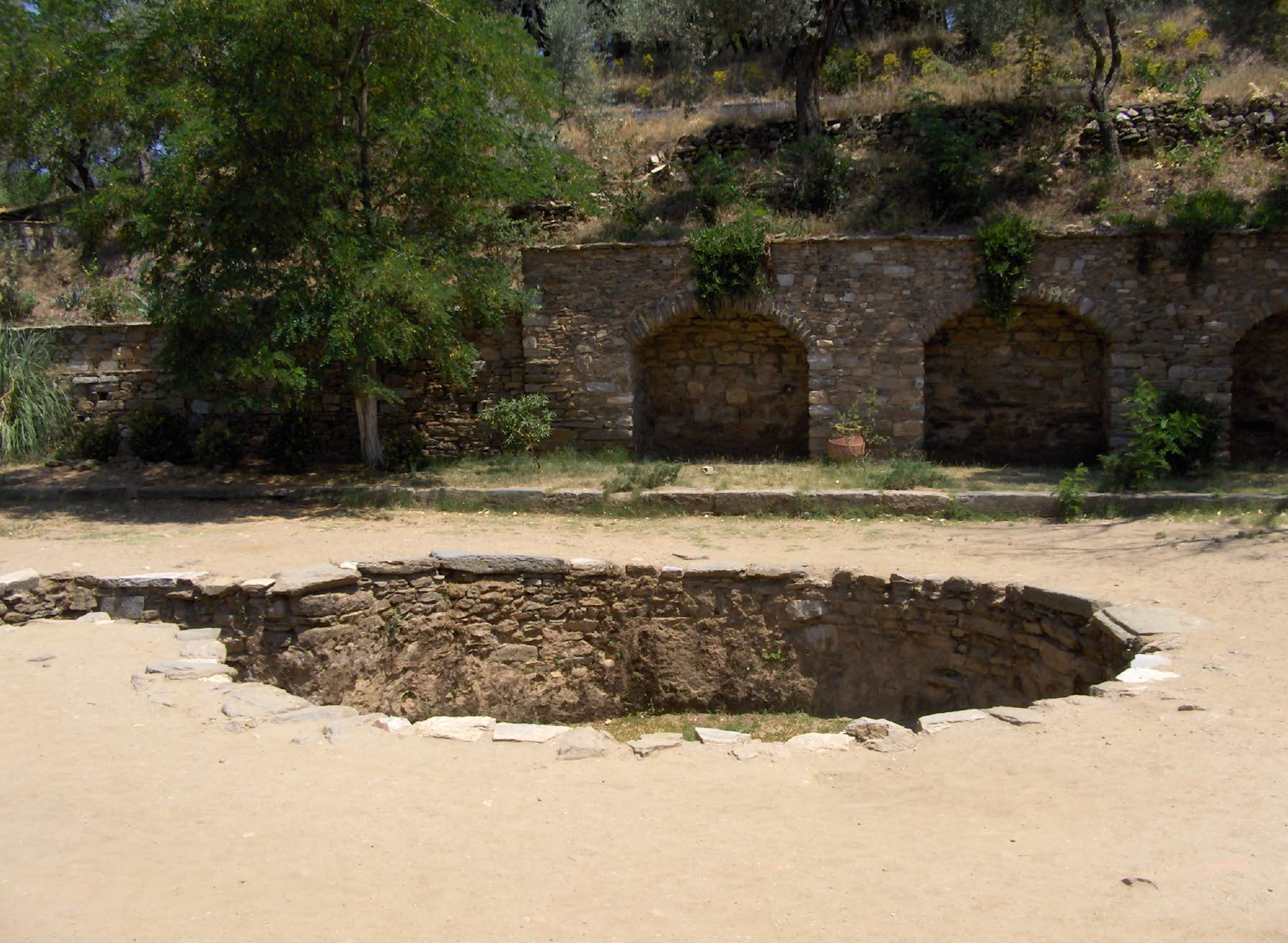
Cysterna – zbiornik na wodę. W zbiorniku tym dokonywano chrztu przez zanurzenie.

Dom Najświętszej Marii Panny (także: Dom Dziewicy Marii, tur. Meryem Ana Evi) położony jest powyżej ruin Efezu (ok. 7,0 km od Selçuk), na wzgórzu Coressus zwanym Wzgórzem Słowików. Miejsce to zostało odnalezione 29 czerwca 1891 r. przez wyprawę badawczą zorganizowaną przez księży lazarytów z Izmiru, po opublikowaniu książki Anny Katarzyny Emmerich Życie Najświętszej Maryi Panny. Książka powstała na podstawie zapisów z wizji zakonnicy zanotowanych przez Klemensa Brentano. Opis podany w książce położenia wzgórza, niewielkiego domku, detale związane z jego układem były zgodne z odnalezionym przez księży z kościoła św. Polikarpa miejscem. Odkrycie zainteresowało arcybiskupa Izmiru, który zlecił naukowcom przeprowadzenie badań w 1892. Badania potwierdziły, że odnaleziona w tym miejscu budowla została zbudowana w VI wieku na starszych murach, datowanych na I wiek i IV wiek. Utwierdziło to księży z Izmiru w przekonaniu, że odnaleziony dom jest kaplicą zbudowaną w miejscu i na fundamentach domu, w którym mieszkała Matka Boża pod koniec swojego życia. Zgodnie z tradycją, po nasileniu się prześladowań chrześcijan w Jerozolimie, św. Jan sprowadził Marię do Efezu około 37–45 roku. Za tym stwierdzeniem, że faktycznie odkryto miejsce, w którym zakończyła życie Matka Boża, przemawiały dodatkowo:
- tradycja o życiu św. Jana mówiąca, że w Efezie spędził ostatnie lata swojego życia, tu napisał Ewangelię oraz zmarł i został pochowany w Selçuk (nad jego grobem, w VI wieku cesarz Justynian wybudował Bazylikę św. Jana)
- Ewangelia, w której umierający Jezus Chrystus powierzył Maryję opiece św. Jana
- wybór Efezu na miejsce obrad III soboru Ekumenicznego obradującego nad dogmatem jej Boskiego Macierzyństwa
- wybudowanie w Efezie pierwszego kościoła pw. Marii (Kościół Marii Dziewicy)
- ustna tradycja, która przetrwała wśród mieszkańców wsi Kirkince wyznania prawosławnego, którzy zachowali obyczaj pielgrzymowania na wzgórze, do miejsca które nazywają Panaya Kapulu, dla uczczenia dnia Zaśnięcia Najświętszej Maryi Panny.

Jednocześnie zakonnice z Francuskiego Szpitala w Izmrze rozpoczęły starania o wykupienie ziemi, na której znajdował się dom i źródło, a następnie o uporządkowanie terenu i prace renowacyjne. Wszystko to trwało do 1894 roku zaś Dom Marii Panny został ogłoszony miejscem pielgrzymek. Z tego okresu pochodzi absyda z ołtarzem. W 1951 dom został gruntownie odrestaurowany. Miejscem należącym obecnie do Stowarzyszenia na rzecz Domu Najświętszej Marii Panny opiekuje się zakon Braci Mniejszych Kapucynów.
Jest to miejsce uznawane za święte przez niektórych chrześcijan i muzułmanów. Dzień 15 sierpnia jest obchodzony w sposób uroczysty, jako pamiątka dnia Wniebowzięcia NMP. Przez cały rok przybywają tu z pielgrzymką wierni i turyści z różnych stron świata. Dom Marii Panny odwiedził papież Paweł VI w dniu 26 czerwca 1967, Jan Paweł II 30 listopada 1979 i papież Benedykt XVI 29 listopada 2006.
Wzdłuż drogi prowadzącej na wzgórze umieszczono szereg tablic, w różnych językach (również po polsku) informujących o tym miejscu. Wyżej, po lewej stronie znajduje się niewielka figura Anny Katarzyny Emmerich i tuż przy drodze statuetka Marii witającej przybyłych. Obok domu widoczna jest zagłębiona w ziemię cysterna, w której zbierano wodę. W niewielkiej kaplicy znajduje się ołtarz z figurą Matki Bożej i świece zapalane przez przybywających. Przy drodze, poniżej domu są trzy źródła wody: źródło miłości, zdrowia i szczęścia. Obok, na specjalnie przygotowanych kratach, pielgrzymi zawieszają prośby kierowane do Matki Bożej.